# Basil Hall Chamberlain
Basil Hall Chamberlain (Southampton, 1850 – Ginevra, 1935) è stato un linguista e iamatologo britannico.
Docente di filologia dal 1873 al 1890 all'università di Tokyo, nel 1911 si trasferì in Svizzera. Considerato insieme a William George Aston il padre della iamatologia europea, tradusse il Kojiki.
Molte delle fonti da cui prendiamo le informazioni riguardo al periodo Meiji giapponese – periodo di industrializzazione e rinnovo di tutti gli aspetti caratterizzanti di una civiltà – derivano da documenti come i diari degli studiosi e dei viaggiatori europei che, come Chamberlain, descrivono la realtà giapponese paragonandola a quella europea considerando il livello di sviluppo e di arretratezza. Un esempio di testimonianza di Basil Hall Chamberlain è quella sul tipo di aratro utilizzato in Giappone (1891): “L’aratro differisce poco da quello degli egiziani ai tempi dei faraoni, gli erpici sono ancora di legno, ci si serve principalmente della zappa, il contadino fa poco uso degli animali, la carriola è sconosciuta, tutto è trasportato dall’uomo con un bambù in equilibrio sulla spalla; insomma, il contadino è rimasto molto simile a quello che era nell’antico Giappone”.